# Conducto auditivo interno
En anatomía humana, el conducto auditivo interno o meatus acusticus internus, es un conducto óseo de 1 cm de longitud y alrededor de 5 mm de diámetro que se encuentra situado en la base del cráneo, en el peñasco del hueso temporal. Por su interior transcurre el nervio facial, el nervio coclear, el nervio vestibular con el ganglio de Scarpa, el nervio intermediario de Wrisberg, la arteria laberíntica, rama de la arteria basilar, y las venas auditivas internas. El conducto auditivo interno termina en el interior de la cavidad craneal en el orificio auditivo interno, también llamado porus acusticus internus.